# Ostreobiaceae
Ostreobiaceae es una familia monotípica de algas, perteneciente al orden Bryopsidales.
Su único género Ostreobium tiene las siguientes especies:

## Especies deOstreobium
- Ostreobium brabantium
- Ostreobium constrictum
- Ostreobium quekettii